# さくら学院 2014年度 〜君に届け〜
『さくら学院 2014年度 〜君に届け〜』（さくらがくいん にせんじゅうよねんど きみにとどけ）は、さくら学院の5thアルバム。2015年3月25日にユニバーサルJから発売された。

## 概要
初回限定「さ」・「く」・「ら」盤、通常盤の4形態での発売。初回限定「さ」・「く」盤はCD+DVD、初回限定「ら盤」はCD+Blu-ray、通常盤はCDのみの商品構成。

## 収録曲
1. 目指せ!スーパーレディー -2014年度-
作詞：森ハヤシ・生田真心、作曲・編曲：藤本功一
2. アニマリズム
作詞・作曲・編曲：山田裕介
3. ハートの地球(ほし)
作詞：Tommy february6、作曲・編曲：Shunsaku Okuda
4. Spin in the Wind / プロレス同好会
作詞：深川琴美、作曲・編曲：北村陽之介
5. 天使と悪魔 / バトン部 Twinklestars
作詞・作曲・編曲：沖井礼二
6. ヒラリ!キラキラ☆ヤミヤミミュージアム / クッキング部 ミニパティ
作詞：稲葉エミ、作曲・編曲：Gigandect
7. ピース de Check! / 購買部
作詞：Kimotto、作曲・編曲：Tiek
8. 宝物 / 中等部3年（菊地最愛、水野由結、田口華、野津友那乃）
作詞：稲葉エミ、作曲：鈴木裕哉、みうらともかず、編曲：みうらともかず
9. ご機嫌!Mr.トロピカロリー
作詞：THEフートルズ、作曲・編曲：和田耕平
10. 仰げば尊し 〜from さくら学院 2014〜
作詞・作曲：文部省唱歌、編曲：KenKen
11. さよなら、涙。
作詞：翁鈴佳、作曲・編曲：田辺恵二
12. 君に届け
作詞・作曲：cAnON.、編曲：本田光史郎

### 初回限定盤映像
- DVD：さ盤
  - 「ハートの地球」Music Video
  - さくら学院 学年末テスト2014

- DVD：く盤
  - 「アニマリズム」Music Video
  - 奇妙な筒

- Blu-ray：ら盤
  - 「ハートの地球」Dance Video
  - 「アニマリズム」Music Video
  - 「仰げば尊し 〜 from さくら学院 2014 〜」Dance Video